# Nueva Cruz
Nueva Cruz är en ort i Mexiko.   Den ligger i kommunen La Independencia och delstaten Chiapas, i den sydöstra delen av landet, 900 km öster om huvudstaden Mexico City. Nueva Cruz ligger 1 582 meter över havet och antalet invånare är 134.
Terrängen runt Nueva Cruz är kuperad. Runt Nueva Cruz är det ganska tätbefolkat, med 52 invånare per kvadratkilometer. Närmaste större samhälle är San Antonio Porvenir, 5,1 km öster om Nueva Cruz. I omgivningarna runt Nueva Cruz växer i huvudsak städsegrön lövskog.